# Аксиния
Аксиния е женско лично име. Идва от гръцката дума ξένος (ксенос – „чужд“, „странен“). Разновидности на името са Аксения и Ксения.
Името е популярно главно в Русия, Украйна, Беларус и Гърция, където сродните имена включват Оксана и Аксана. В Испания придобива популярност през 1990-те, като се среща основно в провинциите Галисия и Каталония в разновидността Шения (Xenia). Във Финландия е позната разновидността Сеня (Senja).
Името става особено популярно в Русия в средата на 60-те години на 20. век, когато Михаил Шолохов получава Нобелова награда за литература за романа си „Тихият Дон“, в който главната героиня се казва Аксиния. От там името се разпространява и в други държави от бившия социалистически блок, вкл. България.
Според православния календар носещите името в България празнуват имен ден на 24 януари, когато се чества преп. Ксения Римлянка.

## Известни българи
- Аксиния Джурова – български учен в областта на историята на изкуството (* 1942 г.)
- Аксиния Михайлова – българска поетеса и преводачка (* 1963 г.)
- Аксиния Ченкова – българска поп певица (* 1986 г.)

## Художествени герои
Аксиния – главна героиня в романа „Тихият Дон“ на Михаил Шолохов
Аксиния – главна героиня в романа „Къде си, Плутон?“ на Теодора Митева